# Bruin lieveheersbeestje
Het bruin lieveheersbeestje (Aphidecta obliterata) is een kever uit de familie van de lieveheersbeestjes (Coccinellidae). De wetenschappelijke naam van de soort werd in 1758 als Coccinella obliterata gepubliceerd door Carl Linnaeus.

## Beschrijving
De volwassen kever wordt 3,5 tot 5 mm lang. De soort heeft geen stippen en is lichtbruin gekleurd, maar er komt ook een donkere vorm voor. De lichte vorm is herkenbaar aan een zwarte M-vormige tekening op het halsschild. De soort is langgerekter dan het tweestippelig lieveheersbeestje, waardoor ook donkere exemplaren altijd van deze soort te onderscheiden zijn.

## Verspreiding
De soort komt in Europa en het Nabije Oosten voor. De kever heeft een voorkeur voor naaldbossen, vooral met sparren en in mindere mate met pijnbomen, en leeft van bladluizen van het geslacht Adelges. Ter bestrijding van bladluizen is het bruin lieveheersbeestje ook in Noord-Amerika geïntroduceerd. In Nederland en België is de soort vrij algemeen binnen het biotoop. Het bruin lieveheersbeestje is te vinden van april tot oktober.